# Dariusz Sapiński
Dariusz Sapiński (ur. 3 lipca 1954 w Zambrowie) – polski przedsiębiorca i menedżer, inicjator i prezes zarządu grupy kapitałowej Mlekovita.

## Życiorys
Ukończył studia na Wydziale Technologii Żywności Akademii Rolniczo-Technicznej w Olsztynie. 1 kwietnia 1979 został zatrudniony w Wysokiem Mazowieckiem, pozostając od tego czasu zawodowo związanym z branżą mleczarską. W 1985 objął stanowisko prezesa zarządu spółdzielni. W 1992 z jego inicjatywy spółdzielnia przyjęła nazwę Mlekovita. Na jej bazie powstała jedna z największych grup mleczarskich w Polsce. W 2013 w jej skład wchodziło 13 zakładów produkcyjnych i 23 firmowe centra dystrybucyjne. Kierowana przez Dariusza Sapińskiego grupa kapitałowa stała się krajowym liderem tej branży.
Żoną Dariusza Sapińskiego jest Daria Sapińska (przedsiębiorca i działaczka samorządowa związana z PO); mają czwórkę dzieci.

## Odznaczenia i wyróżnienia
- Krzyż Komandorski z Gwiazdą Orderu Odrodzenia Polski (2022)[4][5]
- Krzyż Komandorski Orderu Odrodzenia Polski (2013)[6][7]
- Krzyż Oficerski Orderu Odrodzenia Polski (2004)[8]
- Krzyż Kawalerski Orderu Odrodzenia Polski (1998)[9]
- Złoty Krzyż Zasługi (1995)[10]
- Tytuł honorowego obywatela miasta Wysokie Mazowieckie (2006)[1]
- Odznaka Honorowa Województwa Podlaskiego (2016)[11]
- Odznaka Honorowa za Zasługi dla Województwa Warmińsko-Mazurskiego (2018)[12]